# Bohdan Podoski
Bohdan Czesław Karol Podoski (ur. 11 października 1894 w Łosicach, zm. 29 czerwca 1986 w Londynie) – polski prawnik, polityk, poseł na Sejm II, III i IV kadencji, działacz państwowy II Rzeczypospolitej.

## Życiorys
Bohdan Czesław Karol Podoski h. Junosza urodził się 11 października 1894 roku w rodzinie Kazimierza Gabriela Józefa, lekarza powiatowego (zm. 1919) i Janiny Marii Zuzanny z Lubowidzkich (zm. 1926).
Ukończył Prywatne Gimnazjum Filologiczne T. Radlińskiego w Siedlcach (matura 1913). Następnie studiował na Wydziale Budowy Maszyn Politechniki Lwowskiej (1913–14), ale studiów nie ukończył. W latach 1919–1924 studiował prawo na Uniwersytecie Stefana Batorego w Wilnie, uzyskując stopień magistra praw.
Już w czasach gimnazjalnych członek tajnych organizacji młodzieżowych i od 1912 r. tajnego harcerstwa. W 1914 r. przebywał w Łukowie. Wtedy uznany za niezdolnego do służby wojskowej. W sierpniu 1915 wraz z rodziną ewakuowany do Rosji. Tam angażował się w działania charytatywne i organizacyjne m.in. w Polskim Towarzystwie Pomocy Ofiarom Wojny (sekretarz). W grudniu 1917 wstąpił ochotniczo do III Polskiego Korpusu Wschodniego. Był referentem w punkcie koncentracyjnym w Szepietówce. Od maja 1918 urzędnik w sztabie Legii Rycerskiej I Polskiego Korpusu Wschodniego w Bobrujsku. Był członkiem Komendy Okręgu Polskiej Organizacji Wojskowej w Mińsku, i w końcu komendantem tego Okręgu. W 1919 wstąpił na ochotnika do Wojska Polskiego. Uczestniczył w wojnie polsko-bolszewickiej 
W latach 1919–20 – w czasie studiów w Wilnie – był wiceprezesem Rady Młodzieży Akademickiej, współzałożycielem i przewodniczącym Filarecji Wileńskiej, ale też prezesem sądu ogólnoakademickiego. 
Od kwietnia 1924 odbywał aplikację sądową w okręgu Sądu Apelacyjnego w Wilnie. Egzamin sędziowski złożył 4 listopada 1925 i niezwłocznie został p.o. sędziego śledczego 1. rewiru powiatu wilejskiego. 6 listopada 1926 został sędzią, a 29 listopada 1926 sędzią śledczym 6. obwodu w Wilnie. W 1927 Sąd Najwyższy powierzył m.in. mu prowadzenie śledztwa w sprawie Białoruskiej Włościańsko-Robotniczej „Hromady”, zdelegalizowanej 21 marca 1927 r. W 1930 r. został sędzia Sądu Apelacyjnego w Warszawie.  
Był uczestnikiem trzyosobowego zespołu (także Walery Sławek i Stanisław Car), pracującego nad przygotowaniem konstytucji kwietniowej 1935. 
W latach 1928–1938 poseł na Sejm RP trzech kolejnych kadencji, jeden z czołowych parlamentarzystów BBWR. Obok Stanisława Cara i Walerego Sławka jeden z trzech współautorów założeń konstytucji kwietniowej. 6 września 1930 został członkiem Państwowej Komisji Wyborczej z ramienia BBWR przed wyborami parlamentarnymi w 1930. Mianowany podporucznikiem ze starszeństwem z dniem 1 lipca 1925 roku w korpusie oficerów rezerwy piechoty. W 1934 roku pozostawał w ewidencji Powiatowej Komendy Uzupełnień Wilno Miasto. Posiadał przydział do 86 pułku piechoty w Mołodecznie. W latach 1935–1938 wicemarszałek Sejmu. Członek Zarządu Głównego Towarzystwa Rozwoju Ziem Wschodnich w 1939 roku.
Po wybuchu II wojny światowej wyjechał do Wilna, które pomiędzy październikiem 1939 a czerwcem 1940 znajdowało się pod okupacją litewską. Z kolei po okupacji Litwy przez Armię Czerwoną w 15 czerwca 1940 i aneksji państwa litewskiego przez ZSRR (3 sierpnia 1940) aresztowany 26 września 1940 przez NKWD, więziony na Łukiszkach i w Moskwie, skazany administracyjnie na osiem lat łagru, od lipca 1941 w łagrze nad Peczorą, zwolniony we wrześniu 1941 w wyniku układu Sikorski-Majski.  Od połowy listopada 1941 do maja 1942 zastępca delegata polskiego w Karakałpackiej ASRR w Uzbeckiej SRR i kierownik działu opieki społecznej. W maju 1942 wstąpił do Armii Andersa w Jangi-Jul k. Taszkentu. Sędzia sądu 7 Dywizji Piechoty, z którą w sierpniu 1942 został ewakuowany poprzez Pahlevi do Iraku. Od kwietnia 1943 zastępca szefa Wojskowego Biura Dokumentów, od października 1943 do rozwiązania Biura w styczniu 1948 szef Biura. Zdemobilizowany w stopniu kapitana.
Po wojnie na uchodźstwie w Wielkiej Brytanii, zamieszkał w Londynie. 8 września 1950 został powołany przez Prezydenta RP na uchodźstwie Augusta Zaleskiego na stanowisko sędziego Sądu Obywatelskiego w Londynie. W latach 1951–1953 członek Rady Narodowej w Londynie. Od 1966 prezes Ligi Niepodległości Polski.
Dokumenty osobiste, korespondencja osobista, nominacje, wspomnienia, materiały z Tymczasowej Rady Jedności Narodowej (m in. materiały Egzekutywy Zjednoczenia Narodowego, opracowania z zakresu polityki międzynarodowej, biuletyny, sprawozdania, wycinki prasowe, korespondencja, dzienniki urzędowe, artykuły, przemówienia, materiały dot. zbrodni katyńskiej, Polskich Sił Zbrojnych w ZSRR - sporządzone i należące do Bohdana Podoskiego znajdują się w Katalogu zbiorów archiwalnych Instytutu Józefa Piłsudskiego w Londynie.
Prochy Bohdana Podoskiego zostały złożone obok żony i syna na Cmentarzu Srebrzysko w Gdańsku.

## Rodzina
Żona Maria z domu Ciecierska (1898-1965), poślubiona 28 grudnia 1921, synowie:Kazimierz Henryk (1923–1995) - profesor Uniwersytetu Gdańskiego, Michał Gabriel (zm. w wieku niemowlęcym), siostry: Irena Sokolnicka (1897-1980) – żona dyplomaty Michała Sokolnickiego, Maria Jankowska, brat Janusz Podoski (1989–1971) – artysta malarz i fotografik.

## Wybrane publikacje
- (współautor: Stanisław Car), Główne wytyczne nowej konstytucji Rzeczypospolitej Polskiej, Warszawa: Księgarnia Powszechna 1935.
- (współautor: Stanisław Car), Ordynacje wyborcze do sejmu i senatu, wstępem i wyjaśnieniami opatrzyli Stanisław Car, Bohdan Podoski, Warszawa: Księgarnia Powszechna 1935.

## Ordery i odznaczenia
- Krzyż Komandorski z Gwiazdą Orderu Odrodzenia Polski (1935)[18]
- Krzyż Walecznych dwukrotnie za służbę w POW – 1922[19]
- Medal Niepodległości – 9 listopada 1931 „za pracę w dziele odzyskania niepodległości”[20]